# هيليون (فلم)
هيليون (بالإنجليزية: Hellion) هو فيلم دراما أمريكي صادر سنة 2014. من إخراج كات كاندلر، ومن بطولة آرون بول وجوليت لويس وجوش ويغينز.

## القصة
يروي الفيلم قصة المراهق المنحرف «يعقوب» (جوش ويغينز) والذي يعيش مع والده واخوه الصغير، وكانت أمهم قد ماتت في وقت سابق، وتعيش العائلة معاناة وأزمة بسبب ذلك. يزيد الأمور سوءً زيارة الحماية الاجتماعية للمنزل بسبب زيادة مشاكل الأبناء القانونية، وقررت الحماية الاجتماعية ضم الابن الأصغر لخالته، بسبب الحالة الاجتماعية المزرية للعائلة. فشل الأب ويعقوب في كل الطرق لإعادة الطفل، كما فشلت محاولات الاب في إسعاد يعقوب. وفي آخر محاولة ليعقوب لخطف أخوه الصغير من بيت خالته والتي تنوي الانتقال لبيت بعيد، قرر الدخول هو وأصدقائه المنحرفون إلى بيت الخالة والتي حاولت ايقافهم، مما أدى لحدوث سوء تفاهم بين الأصدقاء في طريقة التعامل مع الخالة، فأقدم يعقوب على اطلاق النار على أحد أصدقائه.

## الميزانية والإيرادات
حقق إيرادات تقدر بـ 55,708 دولار.

## وصلات خارجية
- مقالات تستعمل روابط فنية بلا صلة مع ويكي بيانات